# أنطوان دوتشيسن
انطوان دوتشيسن (بالفرنسية: Antoine Duchesne) (و. 1991  م) هو راكب دراجة هوائية كندي، ولد في ساغينيه، شارك في ركوب الدراجات في الألعاب الأولمبية الصيفية 2016.
.

## روابط خارجية
- أنطوان دوتشيسن على موقع الاتحاد الدولي للدراجات (الإنجليزية)
- أنطوان دوتشيسن على موقع أرشيف الدراجات (الإنجليزية)
- أنطوان دوتشيسن على موقع إحصائيات الدراجات الإحترافية (الإنجليزية)
- أنطوان دوتشيسن على موقع نسبة الدراجات (الإنجليزية)
- أنطوان دوتشيسن على موقع CycleBase (الإنجليزية)
- أنطوان دوتشيسن على موقع أوليمبيديا (الإنجليزية)